# 目覚めよと、われらに呼ばわる物見らの声
カンタータ第140番『目覚めよと、われらに呼ばわる物見らの声』（めざめよと、われらによばわるものみらのこえ、原題：Wachet auf, ruft uns die Stimme）BWV140は、ヨハン・ゼバスティアン・バッハが作曲したカンタータ。日本語では『目を覚ませと呼ぶ声が聞こえ』『目覚めよと呼ぶ声が聞こえ』『目覚めよと呼ぶ声あり』などと訳されることもある。

## 概要
三位一体節後第27日曜日用の作品として1731年に作曲された。三位一体節後第27日曜日は、暦の関係で復活節が3月26日以前に繰り上がった年にのみ営まれ、早い年にしか出現せず、従ってこの日のためのカンタータはBWV140のみである。バッハがこの希有な礼拝日のためのカンタータを書く機会を得たのも、1731年になってからのことであった（その年は11月25日）。初演は1731年11月25日に行なわれた。
カンタータ第140番は「コラール・カンタータ」と呼ばれる形式によっており、カンタータの基礎となっているコラールは、フィリップ・ニコライという作曲家のコラールを第1曲、第4曲、第7曲に用いている。そのコラールの着想の原点となっている三位一体節後第27日曜日の福音書章句（マタイ伝第25章1から13節）では、花婿の到着を待つ花嫁のたとえを用いて、神の国の到来への備えを説く。それをふまえ、真夜中に物見らの声を先導として到着したイエスが、待ちこがれる魂との喜ばしい婚姻へと至る情景を描いている。
なお、物見の呼び声が夜のしじまを破って響く冒頭の合唱曲と、シオンの娘の喜びを歌うテノールの第4曲は特に名高く、のちにオルガン用に編曲された（いわゆる「シューブラー・コラール集」の第1曲 BWV645）。
また、1998年にセイコーから発売されたセイコーファンタジアRE540Mでは、OP曲としても使用されている。他、多数のからくり時計にも使用されている。

## 構成
全7曲からなり、演奏時間は約33分。
第1曲 コラール 目覚めよと、われらに呼ばわる物見らの声
変ホ長調、4分の3拍子。弦とオーボエが付点リズムを行進曲風に奏し、やがてコラール旋律がソプラノに現れる。
第2曲 レチタティーヴォ 彼は来る、まことに来る
イエスの姿を伝えるテノールの語り。婚礼の祝宴を前に、再び「目覚めよ」の声が発せられる。
第3曲 二重唱 いつ来ますや、わが救いのきみ？
魂（ソプラノ）とイエス（バス）の間で交わされる、霊化された愛の二重唱（アダージョ、ハ短調、8分の6拍子）。ヴィオリーノ・ピッコロの技巧的なオブリガートを伴う。
第4曲 コラール シオンは物見らの歌うの聞けり
変ホ長調、4分の4拍子。テノールの歌うコラールは、ユニゾンの弦が晴れやかな落ち着きを持って絡む。
第5曲 レチタティーヴォ さらばわがもとへ入れ
花嫁が登場し、イエスに擬せられたバスが「永遠の契り」を宣告する。
第6曲 二重唱 わが愛するものはわが属となれり
再び魂とイエスとの二重唱（変ロ長調、4分の4拍子）となる。軽やかに浮かれ立つようなオーボエ・オブリガート付きの明朗な音楽が繰り広げられる。
第7曲 コラール グローリアの頌め歌、汝に上がれ
ニコライのコラールが三たび変ホ長調で響きだす。簡潔な4声体楽曲である。